# PHX Arena
A PHX Arena (korábban: America West Arena, US Airways Center, Talking Stick Resort Arena, Footprint Center és Phoenix Suns Arena) egy sport–, és szórakoztatóipari csarnok, amely Phoenixben, Arizonában található. Az aréna 1992. június 6-án nyílt meg és 89 millió dollárból épült. Jelenleg a Phoenix Suns (National Basketball Association), a Phoenix Mercury (Women’s National Basketball Association) és az Arizona Rattlers (Indoor Football League) otthona. Korábban itt játszott a Phoenix RoadRunners is, 2005-től, 2009-ig. A Phoenix Coyotes (National Hockey League) is itt játszotta első hét szezonját, 1996-tól.
Az aréna 93,000 m2, nem messze van a Chase Field-től, az Arizona Diamondbacks (MLB) pályájától.
A csarnokot jelenleg felújítják, a tervezetet 2019. január 23-án hagyta jóvá a városi tanács, összességében 230 millió dollár költségvetéssel. Az első felújítás 2003 márciusában készült el, mikor építettek egy átriumot az aréna északnyugati oldalára. Ez 67 millió dollárba került. A Covid19-pandémia miatt a Suns hamarabb befejezte 2019–2020-as szezonját, így hamarabb megkezdhették az aréna felújítását. A 2020-as szezonnyitóra a felújítások 80%-a elkészült.

## Csapatok és események

### Sport
A The Coyotes első alapszakasz mérkőzését itt játszották, 1996. október 10-én a San Jose Sharks ellen. A csapat ugyan bejutott a rájátszásba, de kiesett az nyugati főcsoport negyeddöntőben. Hét évvel később a csapat lejátszotta utolsó mérkőzését 2003. december 15-én, a Minnesota Wild elleni vereség alkalmával.
Az aréna adott otthont az Arizona Sandsharks (Continental Indoor Soccer League) csapatának.
Eredetileg az aréna befogadóképessége kosárlabda mérkőzésekre 19,023 fő volt, de a 2002–2003-as szezonra már csak 18,422, végül pedig a 2014–2015-ös szezonra csak 18,055-en fértek be a csarnokba.
A Footprint Centerben tartották az 1993-as NBA-döntőnek három mérkőzését a Suns és a Chicago Bulls között. A Mercury a WNBA-döntőbe jutott és így itt játszottak mérkőzéseket 1998-ban, 2007-ben és 2009-ben. Itt tartották az 1995-ös és a 2009-es NBA All Star-gálát, illetve a 2000-es WNBA All Star-gálát.
A Rattlers három ArenaBowl mérkőzést játszott itt.
Több ökölvívó mérkőzést is tartottak itt, mint Oscar De La Hoya korai küzdelmeit, Michael Carbajal WBO Junior Flyweight mérkőzését Josue Camacho ellen, 1994-ben, illetve Julio César Chávez itt fejezte be karrierjét.

### Koncertek
- Frank Sinatra itt adta egyik utolsó koncertjét, 1993. december 10-én.
- Bon Jovi 1993. március 11-én fellépett itt a Keep the Faith Tour turnén.
- 1995. április 1-én a Van Halen fellépett itt a The Balance "Ambulance" Tour turné részeként.
- A Depeche Mode háromszor is fellépett az arénában (1998, 2001, 2009). A Recording the Universe projekt részeként felvették egyik koncertjüket.
- Ariana Grande itt nyitott meg Dangerous Woman turnéját 2017. február 3-án.
- A Fleetwood Mac és a 2018-ban Twenty One Pilots lépett fel itt.
- A The Weeknd 2022-es After Hours Tour turnéjának egyik állomása a Footprint Center.

## Elnevezés
Az aréna névjogát 1990 januárjában az America West Airlines légitársaságnak adták el. Az aréna 2006-ig America West Arena néven volt ismert.
2005-ben az America West megvette a US Airways-t. Ugyan a felvásárlást az America West tette, felvették a US Airways nevet, így a csarnok neve is megváltozott. Ez volt a második stadion, amelynek a névjogát a US Airways tulajdonolta, a landoveri US Airways Arena után.
A Scottsdale-i Talking Stick Resort 2014. december 2-án vette meg a jogokat a stadion elnevezéséhez. A névváltoztatás 2015 szeptemberében történt meg, a 2015–2016-os szezon kezdete előtt.
Sikertelen tárgyalásokat követően a Talking Stick Resort 2020. november 6-án bejelentette, hogy a szerződésük lejárt a csarnok névjogaiért. Az új szerződés eléréséig a stadion Phoenix Suns Arena néven lesz ismert. Egy rövid ideig 2020-ban és 2021-ben PHX Arena volt az aréna neve.
2021. július 16-án bejelentették, hogy megegyeztek a névjogok eladásában, amelyet a Footprint cég vett meg.